# Double Helix Games
Double Helix Games é uma desenvolvedora de jogos eletrônicos localizada em Irvine, Califórnia, fundada em 2007 por dois estúdios da Foundation 9 Entertainment, The Collective e Shiny Entertainment. O estúdio trabalhou em Silent Hill: Homecoming para o Sony PlayStation 3 e para o Microsoft Xbox 360, além de uma versão para o PC. Foi adquirido pela Amazon em fevereiro de 2014 e integrado na Amazon Game Studios.

## História
Double Helix Games foi fundada em 2007 depois da fusão de dois estúdios da Foundation 9 Entertainment, The Collective e Shiny Entertainment. Double Helix Games disse no seu site que a companhia tem uma experiência conjunta de mais de 20 anos, graças a fusão das duas empresas e que isso a faz uma das maiores empresas com desenvolvedores experiêntes no mundo. Double Helix Games também disse no seu site que eles podem lançar jogos para todos os tipos de consoles e que eles já trabalharam em títulos famosos, como Star Wars, The Matrix, Indiana Jones e Buffy the Vampire Slayer..
Em 5 de fevereiro de 2014, a Double Helix anunciou que havia sido adquirida pela empresa de varejo Amazon , tornando-se parte de sua divisão de jogos, a Amazon Game Studios. Foi integrado às operações Irvine existentes na Amazon Game Studios. A Microsoft Studios, publicadora do Killer Instinct da Double Helix, afirmou que estaria trabalhando com um novo parceiro desenvolvedor para continuar o desenvolvimento do jogo.

## Jogos
| Ano  | Título                                | Plataforma                                                          | Publicadora                            |
| ---- | ------------------------------------- | ------------------------------------------------------------------- | -------------------------------------- |
| 2008 | Silent Hill: Homecoming               | Microsoft Windows, PlayStation 3, Xbox 360                          | Konami Digital Entertainment           |
| 2009 | G.I. Joe: The Rise of Cobra           | PlayStation 2, PlayStation 3, PlayStation Portable, Wii, Xbox 360   | Electronic Arts                        |
| 2010 | Front Mission Evolved                 | Microsoft Windows, PlayStation 3, Xbox 360                          | Square Enix                            |
| 2011 | Green Lantern: Rise of the Manhunters | PlayStation 3, Xbox 360                                             | Warner Bros. Interactive Entertainment |
| 2012 | Battleship                            | PlayStation 3, Xbox 360                                             | Activision                             |
| 2013 | Killer Instinct (temporada 1)         | Xbox One                                                            | Microsoft Studios                      |
| 2014 | Strider                               | Microsoft Windows, Xbox 360, Xbox One, PlayStation 3, PlayStation 4 | Capcom                                 |
| 2014 | UFOs Love Cows                        | Android                                                             | Amazon Game Studios                    |

### Jogos cancelados
| Ano  | Título | Ref.  |
| ---- | ------ | ----- |
| 2008 | Harker | [ 3 ] |